# Genuchus felix
Genuchus felix är en skalbaggsart som beskrevs av Gilbert John Arrow 1926. Genuchus felix ingår i släktet Genuchus och familjen Cetoniidae. Utöver nominatformen finns också underarten G. f. camerunensis.